# 31 Persei
31 Persei, som är stjärnans Flamsteed-beteckning, är en ensam stjärna belägen i den norra delen av stjärnbilden, Perseus. Den har en skenbar magnitud på ca 5,05 och är svagt synlig för blotta ögat där ljusföroreningar ej förekommer. Baserat på parallax enligt Gaia Data Release 2 på ca 5,8 mas, beräknas den befinna sig på ett avstånd på ca 560 ljusår (ca 172 parsek) från solen. Den rör sig närmare solen med en heliocentrisk radialhastighet av ca -1,6 km/s. Stjärnan ingår troligen i Alfa Persei-hopen.

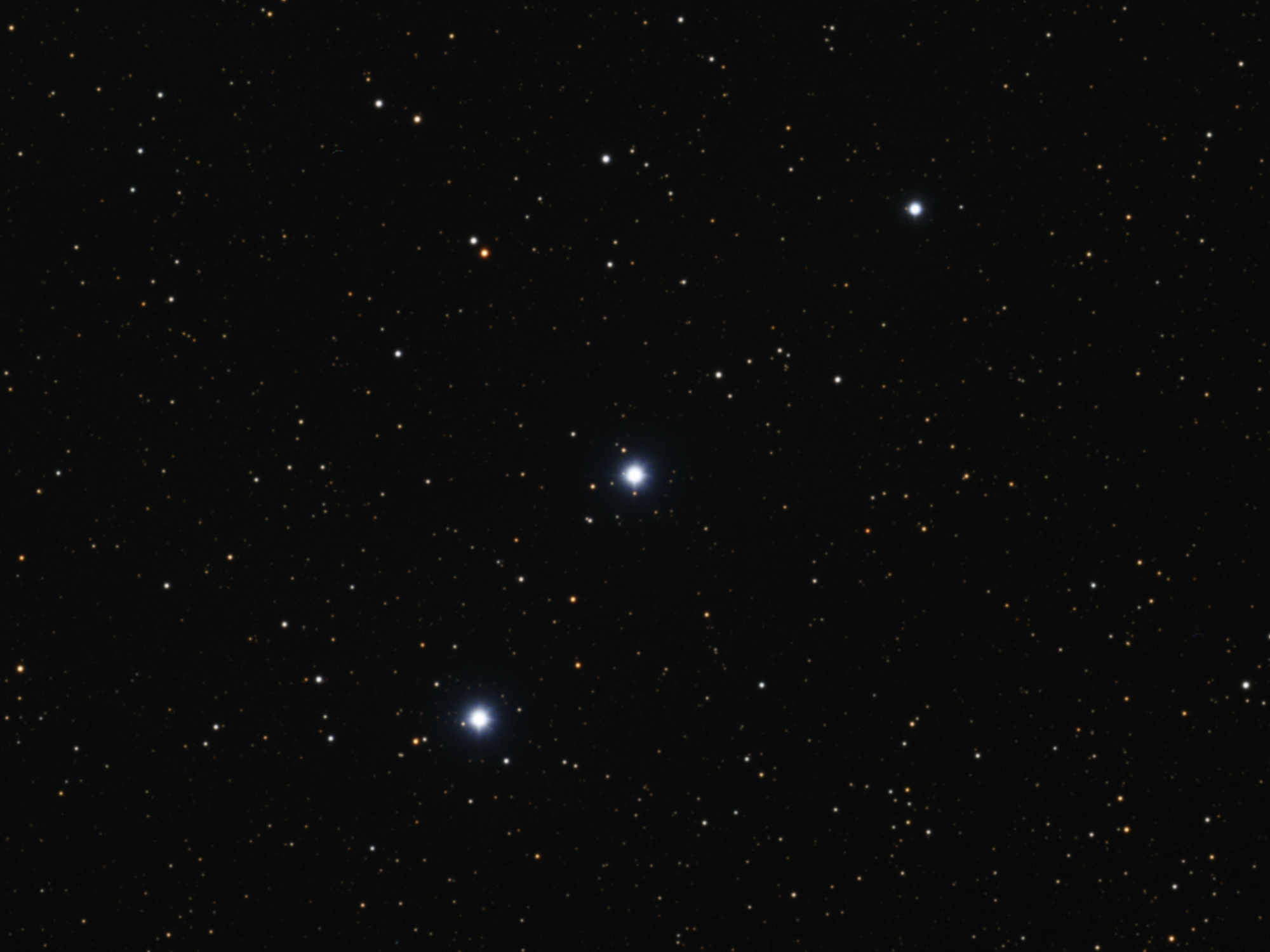
29 Persei är den ljusa stjärnan i mitten av bilden. 31 Persei är den ljusa stjärnan nere till vänster om 29 Persei.

## Egenskaper
31 Persei är blå till vit stjärna i huvudserien av spektralklass B5 V. Den har en massa som är ca 4,6 solmassor, en radie som är ca 3,4 solradier och utsänder ca 950 gånger mera energi än solen från dess fotosfär vid en effektiv temperatur på ca 15 300 K.